# Metopomyza
Metopomyza is een geslacht van insecten uit de familie van de mineervliegen (Agromyzidae), die tot de orde tweevleugeligen (Diptera) behoort.

## Soorten
- M. antiqua Zlobin, 1984
- M. flavipes Spencer, 1969
- M. flavonotata (Haliday, 1833)
- M. interfrontalis (Melander, 1913)
- M. junci von Tschirnhaus, 1981
- M. knutsoni Zlobin, 1995
- M. laeta Sasakawa, 1955
- M. levis Zlobin, 1995
- M. nigrina Zlobin, 1995
- M. nigriorbita (Hendel, 1931)
- M. nigripes Spencer, 1981
- M. nigrohumeralis (Hendel, 1931)
- M. scutellata (Fallen, 1823)
- M. xanthaspioides (Frey, 1946)
- M. xanthaspis (Loew, 1858)